# Pycnoptilus
Pycnoptilus is een monotypisch geslacht van vogels uit de familie Australische zangers (Acanthizidae). Er is een recente soort. 
- Pycnoptilus floccosus  – Loodsvogel
- †Pycnoptilus fordi Baird 1993